# Championnat des Fidji de football 2013
Navigation
Saison précédente Saison suivante
La saison 2013 du Championnat des Fidji de football est la trente-septième édition du championnat de première division aux Fidji. 
Le championnat regroupe dix équipes du pays au sein d'une poule unique, où ils s'affrontent deux fois au cours de la saison, à domicile et à l'extérieur. À la fin de la compétition, pour permettre le passage du championnat de 10 à 8 formations, les deux derniers du classement sont relégués et il n'y a aucun club promu de deuxième division.
C'est le tenant du titre, le Ba FC, qui remporte à nouveau la compétition cette saison, après avoir terminé en tête du classement final, avec quatre points sur Nadi FC et six sur Suva FC. Il s'agit du dix-neuvième titre de champion des Fidji de l'histoire du club.
La réforme de la Ligue des champions de l'OFC à partir de l'édition 2013-2014 permet à la fédération fidjienne d'obtenir une deuxième place qualificative, qu'elle attribue au deuxième du classement final. Nadi FC décroche ainsi une qualification continentale en fin de saison.

## Les clubs participants
| - Ba FC - Lautoka FC - Navua FC - Rewa FC - Savusavu FC | - Labasa FC - Nadi FC - Nadroga FC - Tavua FC - Suva FC |

## Compétition

### Classement
Le barème utilisé pour établir le classement est le suivant :
- Victoire : 3 points
- Match nul : 1 point
- Défaite : 0 point

| Rang | Équipe      | Pts | J  | G  | N | P  | Bp | Bc | Diff |
| ---- | ----------- | --- | -- | -- | - | -- | -- | -- | ---- |
| 1    | Ba FCT      | 41  | 18 | 13 | 2 | 3  | 58 | 14 | +44  |
| 2    | Nadi FCC    | 37  | 18 | 12 | 1 | 5  | 32 | 16 | +16  |
| 3    | Suva FC     | 35  | 18 | 11 | 2 | 5  | 59 | 19 | +40  |
| 4    | Lautoka FC  | 31  | 18 | 8  | 7 | 3  | 38 | 23 | +15  |
| 5    | Labasa FC   | 30  | 18 | 9  | 3 | 6  | 29 | 20 | +9   |
| 6    | Rewa FC     | 30  | 18 | 9  | 3 | 6  | 29 | 21 | +8   |
| 7    | Navua FC    | 27  | 18 | 8  | 3 | 7  | 32 | 22 | +10  |
| 8    | Nadroga FC  | 18  | 18 | 5  | 3 | 10 | 21 | 27 | -6   |
| 9    | Tavua FC    | 4   | 18 | 1  | 1 | 16 | 15 | 85 | -70  |
| 10   | Savusavu FC | 3   | 18 | 0  | 3 | 15 | 11 | 77 | -66  |

|  | Qualification pour la Ligue des champions de l'OFC 2013-2014 |
|  | Relégation en deuxième division                              |
|  | T : Tenant du titre C : Vainqueur de la Coupe des Fidji      |

## Bilan de la saison
| Championnat des Fidji de football 2013                   |                   |
| Champion                                                 | Ba FC (19e titre) |
| Coupes et trophées                                       |                   |
| Vainqueur de la Coupe des Fidji 2013                     | Nadi FC           |
| Qualifications continentales                             |                   |
| Ligue des champions de l'OFC 2013-2014                   | Ba FC             |
| Ligue des champions de l'OFC 2013-2014                   | Nadi FC           |
| Promotions et relégations                                |                   |
| Promus en Fiji Sun/GP Batteries National Football League | Aucun             |
| Relégués en Premier Division                             | Tavua FC          |
| Relégués en Premier Division                             | Savusavu FC       |